# El jockey
El jockey er en film fra 2024 af Luis Ortega.

## Medvirkende
- Nahuel Pérez Biscayart som Remo
- Úrsula Corberó som Abril
- Daniel Giménez Cacho som Sirena
- Mariana Di Girólamo
- Daniel Fanego
- Roly Serrano
- Osmar Núñez
- Roberto Carnaghi